# Majă
Majă, în limba maghiară mázsa, este o veche unitate de măsurat greutatea în Transilvania. În 1690 o majă avea în Ardeal greutatea aproximativă de 56 kg.  Această valoare s-a păstrat în Transilvania până la introducerea noului sistem internațional, după 1874. Maja a fost între 1721-1874 divizată în 100 de funți. La începutul secolului 20 o majă era aproximată în Imperiul Austro-Ungar cu 100 kg.